# Agrodiaetus pseudadmerus
Agrodiaetus pseudadmerus är en fjärilsart som beskrevs av Hans Fruhstorfer. Agrodiaetus pseudadmerus ingår i släktet Agrodiaetus och familjen juvelvingar. Inga underarter finns listade i Catalogue of Life.